# Аня Баст
Аня Баст (на английски: Anya Bast) е американска писателка на произведения в жанра романтично фентъзи, паранормален и еротичен любовен роман.

## Биография и творчество
Аня Баст е родена на 31 октомври 1972 г. в Минесота, САЩ. След гимназията се премества в югоизточната част на САЩ, където учи психология в колеж. Докато е студентка пише и реализира първата си книга. След дипломирането си се посвещава на писателската си кариера.
Първият ѝ роман „Winter Pleasures“ (Зимни удоволствия) от поредицата „Сезони на удоволствия“ е издаден през 2003 г.
Омъжена е за белгиец, с когото се запознава докато учи в колежа. Има дъщеря.
Аня Баст живее със семейството си в провинцията в Кентъки.

## Произведения

### Самостоятелни романи
- Raven's Quest (2004) – като Джоана Кинг
- Water Crystal (2005)
- The Chosen Sin (2008)
- Crown and Blade (2008) – с Лорън Дейн
- Ordinary Charm (2009)
- Strands of Sunlight (2010)

### Серия „Сезони на удоволствия“ (Seasons of Pleasure)
1. Winter Pleasures (2003)
2. Spring Pleasures (2008)
3. Summer Pleasures (2004)
4. Autumn Pleasures (2004)
5. A Change of Seasons (2005)

### Серия „Обладан“ (Embraced)
1. Blood Of The Rose (2004)
2. Blood of the Raven (2005)
3. Blood of an Angel (2005)
4. Blood of the Damned (2008)

### Серия „Магьосници на елементите“ (Elemental Witches)
1. Witch Fire (2007)
Магьоснически огън, фен-превод
2. Witch Blood (2008)
Магьосническа кръв, фен-превод
3. Witch Heart (2009)
Магьосническо сърце, фен-превод
4. Witch Fury (2009)
Магьосническа ярост, фен-превод
5. Micah's Magick (2011)
Магията на Мика, фен-превод

### Серия „Тъмна магия“ (Dark Magick)
1. Wicked Enchantment (2010)
2. Cruel Enchantment (2010)
3. Dark Enchantment (2011)
4. Midnight Enchantment (2012)

### Серия „Едейски съд“ (Court of Edaeii)
1. Jeweled (2010)
2. Jaded (2011)

### Серия „Съдружници от Ликаон“ (Mates of the Lycaon)
1. Keeping Kaitlyn (2011)
2. Pursuing Paige (2013)
3. Capturing Caroline (2014)

### Сборници
- Charmed Wishes (2005) – с Мира Нора
- And Lady Makes Three (2006) – с Ашли Лад и Ники Соард
- Good Things Come in Threes (2009) – с Ян Спрингър и Шило Уокър
- Hot for the Holidays (2009) – с Алисън Джеймс, Анджела Найт и Лора Лей